# 猿の惑星 (テレビドラマ)
『猿の惑星』（さるのわくせい、原題：Planet of the Apes）は、20世紀フォックステレビジョン制作のアメリカのテレビドラマ（SFドラマ）である。映画『猿の惑星』の続編として制作され、1974年にCBSで放送されたが人気は振るわず、第1シーズン（全14話）のみで放送を終了した。なお、ラロ・シフリンが音楽に参加している。
日本でも、1975年5月1日から同年9月18日までフジテレビ系列局で毎週木曜 20:00 - 20:55 （日本標準時）に放送。この日本語吹き替え版では、大木民夫がナレーターを務めた。日本版オープニングテーマが別途作成され、作曲は浜口庫之助が担当し、猿の声をラビット関根（現・関根勤）が吹き込んでいる。

## 内容
一話完結作品。舞台は映画版と同じ猿の支配する未来の地球だが、年代はオリジナルの約10年後である3965年になっている。映画版との最大の違いは、人間が不自由なく言葉を話せること、その身分が奴隷だけではないこと（基本的に猿の方が上位ではあるが、少なくとも映画版よりは社会的立場が認められている）、生存可能な地域が旧米国領の大部分に跨るほど広大になっていること。さらには、「脱走」していない人間であれば「旅行」することも許されている。また、へりくだりさえすれば自由に意見を述べることも許される。人間の職人が存在する。人間が馬に乗ることは許されてはいないが、領主（猿）が目こぼしをすることもある。かつて人間が世界の支配者だった頃の文明の遺物（書籍・小型核兵器・精密機械類）が所々に残されており、猿社会の支配者層（ゼイウス議長やウルコー将軍らのような幹部クラスの猿たち）に人間が決して下等な存在ではないという共通認識がある。

## ストーリー
主人公は、チンパンジーのゲイラン（ロディ・マクドウォール。吹き替えは植木等）。地球時間1988年8月19日に未知の惑星圏を飛行中の、アラン、ピート、ジョーンズら3名の宇宙飛行士の搭乗した宇宙船が、突然のタイム・ワープに襲われて未知の惑星へと不時着（ジョーンズは、その時に死亡する）。無事だったアラン・ヴァードン（ロン・ハーパー。吹き替えは羽佐間道夫）とピート・バーク（ジェームズ・ノートン。吹き替えは井上真樹夫）の2人は、そこが未来の地球だと知った直後に捕らえられ処刑されかけるが、唯一の理解者となったゲイランと共に逃亡。宇宙船から回収した小型ディスクを頼みに過去の時代へと戻る方法を探し、未来社会をあてもなく放浪する。ゴリラのウルコー将軍（マーク・レナード。吹き替えは小林清志）と、その部下達が主敵として登場し、一行（1匹と2人）を執拗に追跡、あるいは遭遇する。

## ナレーション
日本の放送では、番組のオープニングとドラマ部分の最後にナレーションが入る。
オープニングのナレーションでは「1988年8月19日」と言っているが、オープニングの映像には「SHIPTIME AUG 19 1980」という表示があり、本来の設定では「1980年8月19日」が正しい。オープニング映像では斜線付きゼロが使用されているため、見間違えた可能性がある。
また、オープニング映像には「EARTHTIME JUN 14 3085」という表示もあり、「二千年後」というナレーションは3885年と見間違えたことによるものである可能性がある。ドラマの中では宇宙船の日付が「3 21 3085」で止まっており、本来は「少なくとも千年以上の未来」という設定である。

## エピソード
日付は、1974年のCBSでの初回放送日。
1. 未来への脱出 Escape from Tomorrow（9月13日）
2. 決死の大障害レース The Horse Race（9月20日）
3. ゴリラ暗殺団を追え The Deception（9月27日）
4. 逃亡者大空へ飛ぶ Up Above the World So High（10月4日）
5. とじこめられたゴリラ将軍 The Trap（10月11日）
6. 魚漁りの裏に何かが？ Tomorrow's Tide（10月18日）
7. 暴君 The Tyrant（10月25日）
8. 尋問で口を割れ The Interrogation（11月1日）
9. 疫病を退治しろ The Cure（11月8日）
10. 外科医の決意 The Surgeon（11月15日）
11. 地下貯蔵庫の遺産を守れ The Legacy（11月22日）
12. メダルを取り返せ The Gladiators（11月29日）
13. 絶体絶命 The Liberator（初回未放送）
14. ゲイランの危機 The Good Seeds（12月6日）

## ノベライズ
- ジョージ・アレック・エフィンジャー『猿の惑星: 逃亡者人間』（Planet of the Apes #1: Man the Fugitive）小倉多加志訳、ハヤカワ文庫NV97、1975年。
- ジョージ・アレック・エフィンジャー『猿の惑星: 明日への脱出』（Planet of the Apes #2: Escape to Tomorrow）小倉多加志訳、ハヤカワ文庫NV102、1975年。
- ジョージ・アレック・エフィンジャー『猿の惑星: 決死の逃亡』（Planet of the Apes #3: Journey into Terror）小倉多加志訳、ハヤカワ文庫NV108、1975年。